# Frank Merrill (acteur)
Pour l’article homonyme, voir Frank Merrill.
Frank Merrill (Otto Pell), né le 21 mars 1893 à Newark, New Jersey, et mort le 12 février 1966 à Los Angeles, est un gymnaste américain ayant 58 titres à son actif, officier de police, cascadeur et acteur américain, surtout connu pour avoir été le cinquième acteur à incarner le personnage de Tarzan.

## Biographie

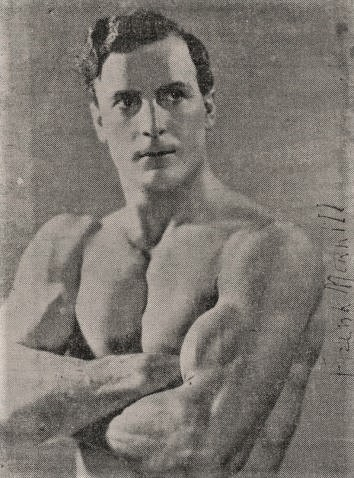
Frank Merrill en 1920.

Né dans à Newark dans le New Jersey, Frank Merrill a été policier et champion de gymnastique dans le sud de la Californie, et a remporté de nombreux titres nationaux en boxe, en lutte, en natation et dans d'autres sports. Après avoir remporté le titre de "World's Most Perfect Man", il tente sa chance à Hollywood tout d'abord en tant qu'entraineur de boxe, puis comme cascadeur avec Buck Jones.
Frank Merrill a été la doublure du premier Tarzan à l'écran, Elmo Lincoln, dans le serial The Adventures of Tarzan (en) en 1921, puis a interprété lui-même le rôle dans le serial Tarzan the Mighty en 1928 en remplacement de Joe Bonomo pressenti pour le rôle mais qui s'était cassé la jambe, puis dans Tarzan le Tigre en 1929. Avec l'arrivée des films parlants, les producteurs ont considéré que sa voix ne convenait pas, et il n'a pas eu d'autres propositions au cinéma. Il a consacré le reste de sa vie à travailler avec des enfants pour la Los Angeles Parks Commission en tant que directeur des loisirs et instructeur de gymnastique avec l'organisation YMCA.

## Filmographie
- 1924 : Battling Mason (en)  de William James Craft et Jack Nelson
- 1924 : Reckless Speed (en) de William James Craft
- 1924 : A Fighting Heart (en)
- 1925 : Savages of the Sea (en)
- 1925 : Speed Madness
- 1925 : A Gentleman Roughneck (en)
- 1926 : Cupid's Knockout (en)
- 1926 : The Fighting Doctor (en)
- 1926 : Unknown Dangers (en)
- 1926 : The Hollywood Reporter
- 1928 : The Little Wild Girl
- 1928 : Tarzan the Mighty
- 1929 : Tarzan le Tigre